# أليكس كولز
أليكس كولز (بالإنجليزية: Alex Coles)‏ هو مؤرخ الفن بريطاني، ولد في 1971.